# Heaven (Album)
Heaven ist ein Jazzalbum von Ron Miles. Die 2001 im Wind Over the Earth Studio, East Boulder, Colorado entstandenen Aufnahmen erschienen am 7. Mai 2002 auf Sterling Circle Records.

## Hintergrund
Der Trompeter Ron Miles nahm das Album im Duo mit dem Gitarristen Bill Frisell auf; Heaven war die vierte Veröffentlichung des Trompeters Ron Miles unter eigenem Namen und die dritte Zusammenarbeit mit dem Gitarristen. Ron Miles schloss sich Frisell 1996 bei der Aufnahme seines Quartetts an, und der Gitarrist war 1997 bei Miles’ Gramavision-Alnbum Woman’s Day dabei. Die Hälfte der präsentierten Musik sind Coverversionen und die andere Hälfte Eigenkompositionen der beiden Muskker. Sie covern „King Porter Stomp“ von Jelly Roll Morton, „We See“ von Thelonious Monk, „Your Cheatin’ Heart“ von Hank Williams, „A Hard Rain’s A-Gonna Fall“ von Bob Dylan; das Titelstück stammt von Duke Ellington.

## Titelliste
- Ron Miles: Heaven (Sterling Circle Records SC5151)[2]

1. Just Married (Ron Miles)
2. Coward of the Country (Ron Miles)
3. Ron Miles (Bill Frisell)
4. Beautiful (Ron Miles)
5. We See (Thelonious Monk)
6. Heaven (Duke Ellington)
7. King Porter Stomp (Jelly Roll Morton)
8. Your Cheatin' Heart (Hank Williams)
9. Close (Ron Miles)
10. Falsetto (Ron Miles)
11. A Hard Rain's A-Gonna Fall (Bob Dylan)
12. Darken My Door (Ron Miles)

## Rezeption
Robert L. Doerschuk verlieh dem Album in Allmusic vier Sterne und schrieb, auf diesen intensiven und atemberaubenden Duetten zeigen Miles und Frisell ein vollkommenes Verhältnis in Bezug auf die Manipulation von Stille und minimalen Ressourcen. Jeder Song bekomme viel Raum zum Atmen; keiner werde zu sehr in abstrakte Verrenkungen verbogen. Meistens spiele jeder Musiker getreu der geschriebenen Melodie; wo sie sich entfalten, wie bei „Wee See“, zeige insbesondere Frisell die Fähigkeit, einen Groove durch impliziten statt artikulierten Rhythmus zu erzeugen und dissonante Phrasierungen zu einer weiträumigen, faszinierenden Bearbeitung zu machen.

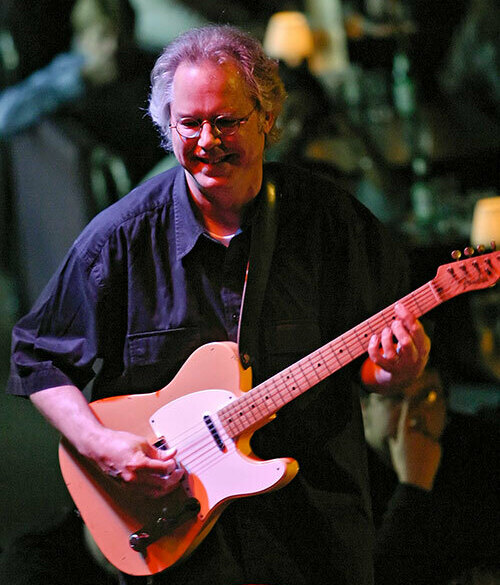
Bill Frisell bei einem Auftritt in der Jazz Alley Seattle (2004)

Nach Ansicht von Dan McClenaghan, der das Album in All About Jazz rezensierte, sei Heaven eine großartig arrangierte Reihe von Stücken, die die Stärken der beiden Spieler hervorheben. Ron Miles habe eine gehauchte, sehr lyrische Herangehensweise an die Trompete; Seine sechs Eigenkompositionen hier würden über einprägsame, geradlinige Melodien verfügen, die nach Worten zu schreien scheinen. Bill Frisell sei der perfekte Begleiter für Miles’ sanften Trompetenklang. Sein akustisches Talent sei subtil und nuanciert, so vielseitig es auch sein kann. Heaven sei lyrischer Jazz, reduziert auf seine liebliche Essenz, mit einem Bill Frisell, der um Ron Miles warmen Glanz erstrahlen lasse.
Ebenfalls in All About Jazz schrieb Mark Corroto, normalerweise würden Trompeter und Gitarristen nicht in einem Jazz-Setting als Paar zusammengebracht; vielleicht seien diese Duette von Ron Miles und Bill Frisell deshalb so erfrischend. Miles und Frisell würden die Volksmusik zu kammermusikalischem Jazz und den Jazz zum Folk formen. Monks „WeeSee“ werde dadurch zu einem Kinderlied und Jelly Roll Mortons Klassiker zu einer liebenswürdigen Ausgelassenheit. Der Trompetenklang von Miles habe so einen seidigen Touch, dass es manchmal als Flügelhorn durchgehen könnte.
In Heaven finde man zwei Seelenverwandte vor, die in einer intimen, rein akustischen Umgebung Ideen austauschen, meinte Bill Milkowski in JazzTimes, „wie alte Freunde, die in ein warmes, angeregtes Gespräch verwickelt sind.“ Die vielleicht zärtlichsten Angebote in diesem nahtlosen Zyklus von zwölf Stücken seien die traurigen Interpretationen von Hank Williams’ „Your Cheatin’ Heart“ und Bob Dylans „A Hard Rain’s A-Gonna Fall“, Melodien, die auf brillante Weise die organische und einfühlsame Natur dieses außergewöhnlichen Duetts offenbaren.